# Стёпин, Вячеслав Семёнович
Вячесла́в Семёнович Стёпин (19 августа 1934, пос. Навля, Брянская область — 14 декабря 2018, Москва, Россия) — советский и российский философ

 и организатор науки, специалист в области теории познания, философии и методологии науки, философии культуры, истории науки. Академик РАН (1994), членкор АН СССР с 1987. Доктор философских наук (1976), профессор (1979), заслуженный профессор МГУ (1999). 
Директор Института истории естествознания и техники АН СССР (1987—1988), директор Института философии РАН (1988—2006). Заведовал кафедрой философской антропологии философского факультета МГУ (1990–2018). В 1993–2018 гг. декан философского факультета Государственного академического университета гуманитарных наук. Иностранный член НАН Беларуси (1995) и Украины (2000). Президент Российского философского общества (1999–2018). Лауреат Госпремии РФ (2004).

## Биография
Родился в семье учителей. С началом войны с матерью будет эвакуирован в г. Стерлитамак, где в том же 1941 году пойдет в школу. Отец же его с первых дней войны служил в армии, а когда демобилизуется в 1946 году, их семья переберется в Минск, где В. С. Степин окончит 4-ю среднюю школу в 1951 г..
Затем окончит отделение философии исторического факультета Белорусского государственного университета им. В. И. Ленина (1956) и аспирантуру по кафедре философии БГУ (1959). Кандидат философских наук (1965; диссертация «Общеметодологические проблемы научного познания и современный позитивизм»). С 1959 по 1974 прошел путь от ассистента до и. о. доцента кафедры философии Белорусского политехнического института. Прошел стажировку по теории архитектурной композиции в Ленинградском высшем художественном училище им. В. И. Мухиной.

Вадим Алексеевич Салеев вспоминал:

В какой-то компании Стёпин неосторожно высказался об ошибочности внедрения колхозов советской властью. Почти тотчас это стало известно компетентным органам, а затем и партийным. В итоге он лишился партбилета, степени кандидата наук и звания доцента. Но к 1970 году (когда я уже вернулся в Минск) П. М. Машеров лично погасил конфликт, и мой старый знакомый вновь стал кандидатом, доцентом и членом партии. 
В конце 1960-х годов — активный участник семинаров Московского методологического кружка, в 1960—1970-х годах — соорганизатор и лидер методологических семинаров в Минске. С 1974 доцент альма-матер, с 1977 г. и. о. профессора, с 1979 г. профессор, в 1981—1987 завкафедрой философии гуманитарных факультетов.
Доктор философских наук (диссертация «Проблема структуры и генезиса физической теории»).
Член-корреспондент АН СССР с 23 декабря 1987 года по Отделению философии и права (философские вопросы естествознания), директор Института философии АН СССР (РАН) (1988—2006), академик РАН с 31 марта 1994 года. Заведующий кафедрой философской антропологии и комплексного изучения человека философского факультета МГУ. При его активно участии создавался ГУГН.
С 2006 года — научный руководитель, главный научный сотрудник Института философии. Член экспертной комиссии РСОШ по обществознанию. Входил в состав ВАК РФ (2012—2016).
Председатель редакционного совета серии «Из истории отечественной философской мысли».
Согласно завещанию прах захоронен в Минске на Северном кладбище.

## Философия
Специалист в области теории познания, философии и методологии науки, философии культуры. В 1960—1980-х годах критиковал позитивизм, пост- и неопозитивизм. При этом избегал в своих статьях и книгах отсылок к классикам марксизма и материалам съездов КПСС, в отличие от многих советских философов, которые называли Стёпина «скрытым позитивистом» и считали маргиналом. В 1970—1980-х годах разработал концепцию структуры и генезиса научной теории, открыл и описал операцию построения теории (конструктивного введения теоретических объектов). В рамках этой концепции Стёпиным была раскрыта структура оснований науки, показана их взаимосвязь с теориями и опытом. Обосновал идею множества потенциально возможных историй науки и селективной роли культуры в реализации отдельных из них, и становящихся реальной историей науки. Разработал концепцию типов научной рациональности (классический, неклассический, постнеклассический), каждый из которых характеризуется собственным типом рефлексии над наукой и системой идеалов и подходов. Исследовал функции мировоззренческих универсалий культуры, проанализировал соотношение универсалий культуры и философских категорий. Универсалии (категории) культуры функционируют:
1. как формы селективного отбора и трансляции социально-исторического опыта,
2. как категориальная структура сознания в ту или иную историческую эпоху,
3. как предельно обобщенная структура человеческого жизненного мира.

Система универсалий культуры служит своего рода генетическим кодом каждого вида и типа цивилизации. Стёпин разработал концепцию типов цивилизационного развития (традиционалистский и техногенный), выделив общую для каждого из этих типов систему ценностей, представленную смыслами универсалий культуры, исследовав изменения этих смыслов в ходе исторического развития.

## Награды
- Почётный доктор СПбГУП (2011).
- 2014 — Почётная грамота Национального собрания Республики Беларусь — за большой вклад в развитие науки и образования в Республике Беларусь и заслуги в укреплении межгосударственных связей.[12]
- 2004 — благодарность Президента Российской Федерации за большой вклад в развитие науки и многолетнюю плодотворную деятельность.
- 2004 — Государственная премия России в области науки и техники[13].
- 2000 — Почётный доктор Новгородского Государственного Университета им. Ярослава Мудрого.
- 1999 — орден «За заслуги перед Отечеством» (IV степени)[14].
- 1986 — орден Дружбы народов за успехи в научной и педагогической деятельности.
- 1982 — Почётная грамота Верховного Совета БССР за успехи в подготовке высококвалифицированных специалистов, развитии науки и культуры.

## Основные работы
Книги
- Современный позитивизм и частные науки. — Минск, 1963;
- Практическая природа познания и методологические проблемы современной физики. — Минск, 1970 (в соавт.);
- Методы научного познания. — Минск, 1974 (в соавт.);
- Становление научной теории. — Минск, 1976;
  - Становление научной теории: Содержательные аспекты строения и генезиса теоретических знаний физики. — М., 1983;
- Природа научного познания. — Минск, 1979;
- Идеалы и нормы научного исследования. — Минск, 1981 (редактор-составитель и соавтор);
- Специфика научного познания. — Минск, 1983;
- Научные революции в динамике культуры. — Минск, 1987 (редактор-составитель и соавтор);
- Введение в философию. — М., 1989 (чч. 1-2, в соавт. c И. Т. Фроловым и др.);
- Философская антропология и философия науки. — М., 1992;
- Научная картина мира в культуре техногенной цивилизации. — М., 1994 (в соавт. с Кузнецовой Л. Ф.);
- Философия науки и техники. — М., 1995;
- Философия науки и техники. — М., 1996 (в соавт. с Гороховым В. Г., Розовым М. А.);
- Эпоха перемен и сценарии будущего. — М., 1996;
- Парадигмальные образцы решения теоретических задач. — М., 1998;
- Ценностные основы и перспективы техногенной цивилизации. — М., 1999;
- Теоретическое знание (структура, историческая эволюция). — М., 2000;
- Саморазвивающиеся системы и постнеклассическая рациональность. — М., 2003;
- Философия науки. Общие проблемы. — М., 2006;
- Куда идёт российская культура? — СПб., СПбГУП, 2010 (в соавт.);
- История и философия науки: Учебник для аспирантов и соискателей учёной степени кандидата наук. — М., Академический проект, 2011;
- Цивилизация и культура. — СПб., СПбГУП, 2011

Статьи
- Методология. Мировоззрение. — М., 1979[уточнить];
- Основания научного поиска и научные революции // Вопросы философии. 1985. № 7;
- О прогностической природе философского знания (философия и наука) // Вопросы философии. 1986. № 4;
- Становление теории как процесс открытия // Природа научного открытия. М., 1986;
- Системность теоретических знаний и процедуры конструктивного обоснования науки // Теория и метод. М., 1987;
- Философское познание в динамике культуры // Человек в системе наук. — М., 1989;
- Научное познание и ценности техногенной цивилизации // Вопросы философии. 1989. № 10;
- Научная рациональность в человеческом измерении // О человеческом в человеке. М., 1991;
- Перспективы цивилизации. От культа силы к диалогу и согласию // Этика ненасилия. М., 1991;
- Ideal and Research as Aspects of Scientific Tradition // World Futures. New York, 1991. V. 34.
- Философская антропология: очерк истории // Философские исследования. 1994. № 2 (в соавт);
- Философия и образы будущего // Вопросы философии. 1994. № 6;
- Основания науки и их социокультурная размерность // Научные и вненаучные формы мышления. Симпозиум. Москва-Киль: 1996;
- Устойчивое развитие и проблема ценностей // Техника, общество и окружающая среда. М., 1998;
- Цивилизационный выбор России и сценарии мирового развития. // Стратегия развития России в третьем тысячелетии. — М., 1998.